# Monsampietro Morico
Monsampietro Morico Monsampietro Morico là một đô thị tại tỉnh Ascoli Piceno ở vùng Marche, Ý.
Đô thị này có diện tích km2, dân số là người (thời điểm). Đô thị này có cự ly khoảng 70 km về phía nam Ancona, khoảng 35 km về phía bắc of Ascoli Piceno và 20 km so với Fermo. Đô thị này được lập năm 1061 khi một tòa lâu đài (xây lại vào thế kỷ 15) dưới thời công tước Norman từ Apulia.
Monsampietro Morico giáp các đô thị